# Faster
„Faster“ е песен на холандската рок група Уидин Темптейшън. Това е първият сингъл от предстоящия албум The Unforgiving. Премиерата на песента е на 21 януари 2011 г. по английското „Рок Радио“, както и на официалната YouTube страница на групата. Сингълът ще бъде издаден на 11 март 2011 г. Възможно е да има радио версия за американското издание, която да съдържа „повече китари, отколкото нормалната версия“.
На 31 януари 2011 г. е пуснат и видеоклип към „Faster“.